# Трое с одной улицы
«Трое с одной улицы» — советский кинофильм 1936 года. Первый фильм (наряду с «Ай-Гуль»), снятый на киностудии «Союздетфильм».

## Сюжет
1916 год, рабочая слободка провинциального города. Сирота Спирька и сыновья бедняков — Ваня и Иоська, помогают рабочему-большевику Марку распространять революционные листовки.

## В ролях
- Миша Андреев — Спирька
- Фима Готкевич — Иоська
- Виктор Иванченко — Ванька
- Иван Коваль-Самборский — Марк, наборщик
- Евгений Коханенко — владелец типографии
- Иван Кавеберг — отец Иоськи, жестянщик
- Клавдия Половикова — прачка, мать Ваньки
- Владимир Лисовский — учитель в гимназии
- Лука Ляшенко — грузчик Антон
- Софья Смирнова — Мария Павловна
- Николай Гладков — машинист